# Santi Cirillo e Metodio (titolo cardinalizio)
Santi Cirillo e Metodio (in latino Titulus Sanctorum Cirilli et Metodii) è un titolo cardinalizio istituito da papa Francesco il 30 settembre 2023. Il titolo insiste sulla chiesa dei Santi Cirillo e Metodio.
Dal 30 settembre 2023 il titolare è il cardinale polacco Grzegorz Ryś, arcivescovo metropolita di Łódź.

## Titolari
- Grzegorz Ryś, dal 30 settembre 2023